# 1,1-Dimetylhydrazin
1,1-Dimetylhydrazin (UDMH) är en kemisk förening av kol, kväve och väte.

## Egenskaper
Dimetylhydrazin är en giftig och brandfarlig vätska. Den absorberar syre, koldioxid och vattenånga om den kommer i kontakt med luft, vilket ger blandningen en gul färgton.

## Framställning
1,1-Dimetylhydrazin kan framställas genom en katalytisk reaktion mellan dimetylamin ([CH3]2NH) och ammoniak (NH3).
{\displaystyle {\rm {(CH_{3})_{2}NH+NH_{3}\rightarrow (CH_{3})_{2}N_{2}H_{2}+H_{2}}}}

## Användning
Dimetylhydrazin reagerar hypergoliskt med kvävetetroxid vilket gör det mycket lämpligt som tvåkomponents raketbränsle, ofta tillsammans med monometylhydrazin.